# Musca patersoni
Musca patersoni este o specie de muște din genul Musca, familia Muscidae, descrisă de Zielke în anul 1971. Conform Catalogue of Life specia Musca patersoni nu are subspecii cunoscute.